# Manshui Xiang
Manshui Xiang (kinesiska: 漫水乡) är en socken i Kina. Den ligger i provinsen Hubei, i den centrala delen av landet, omkring 500 kilometer väster om provinshuvudstaden Wuhan. Antalet invånare är 17365. Befolkningen består av 8 463 kvinnor och 8 902 män. Barn under 15 år utgör 22,0 %, vuxna 15-64 år 70 %, och äldre över 65 år 7,0 %.
Genomsnittlig årsnederbörd är 1 681 millimeter. Den regnigaste månaden är maj, med i genomsnitt 292 mm nederbörd, och den torraste är december, med 20 mm nederbörd.